# ۸ ربیع‌الاول
۸ ربیع‌الاول، هشتمین روز ماه ربیع‌الاول در تقویم هجری قمری است.
در تقویم هجری قمری قراردادی این روز شصت و هفتمین روز سال است.

## زادگان
- ۱۳۳۵ - حسن عباس زکی، سیاستمدار و اقتصاددان مصری؛ صوفی و شیخ طریقت شاذلیه.

## درگذشت‌ها
- ۲۶۰ ‐ حسن بن علی عسکری، یازدهمین امام شیعیان و آغاز ولایت حجت بن الحسن، امام دوازدهم شیعیان[۱]

- ۱۰۹۰- محمدباقر محقق سبزواری  ، شیخ‌الاسلام و امام جمعه اصفهان در دوران صفوی